# Święty Patryk (film)
Święty Patryk (ang. St. Patrick: The Irish Legend) – amerykański film  telewizyjny z 2000 rok. Film opowiada historię życia świętego Patryka, patrona Irlandii.

## Obsada
- Patrick Bergin – święty Patryk
- Malcolm McDowell – Quentin
- Alan Bates – Calpornius, ojciec Patryka
- Susannah York – Concessa, matka Patryka